# Латиль, Жан-Батист-Мари-Анн-Антуан де
Жан-Батист-Мари-Анн-Антуан де Латиль (фр. Jean-Baptist-Marie-Anne-Antoine de Latil; 6 марта 1761, Сент-Маргерит, королевство Франция — 1 декабря 1839, Жемнос, королевство Франция) — французский кардинал. Титулярный епископ Амиклеи с 8 марта 1816 по 1 октября 1817. Епископ Шартра с 1 октября 1817 по 12 июля 1824. Архиепископ Реймса с 12 июля 1824 по 1 декабря 1839. Кардинал-священник с 13 марта 1826, с титулом церкви Сан-Систо с 21 мая 1829.